# Dwenadzat Apostolow (Schiff, 1893)
Die Dwenadzat Apostolow (russisch Двенадцать Апостолов ‚Zwölf Apostel‘) war ein Schlachtschiff der Kaiserlich Russischen Marine. 1888 auf Kiel gelegt und 1890 zu Wasser gelassen, diente es bis 1911 in der Flotte und wurde 1931 abgebrochen. In der russischen Literatur wird die Dwenadzat Apostolow ihrer Bauweise nach als „gepanzertes Barbettschiff“ (барбетный броненосец), ihrer Verwendung nach als „Geschwader-Panzerschiff“ (эскадренный броненосец) bezeichnet.

## Bau

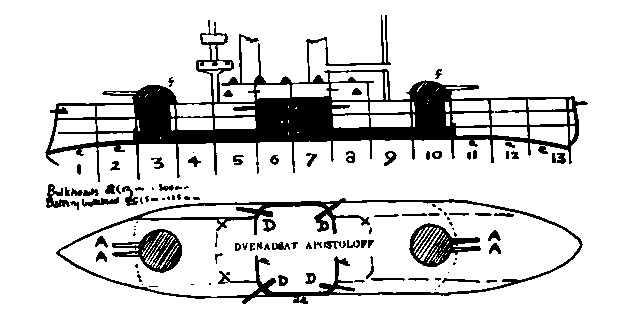
Seitenriss und Decksplan mit Darstellung der Panzerung

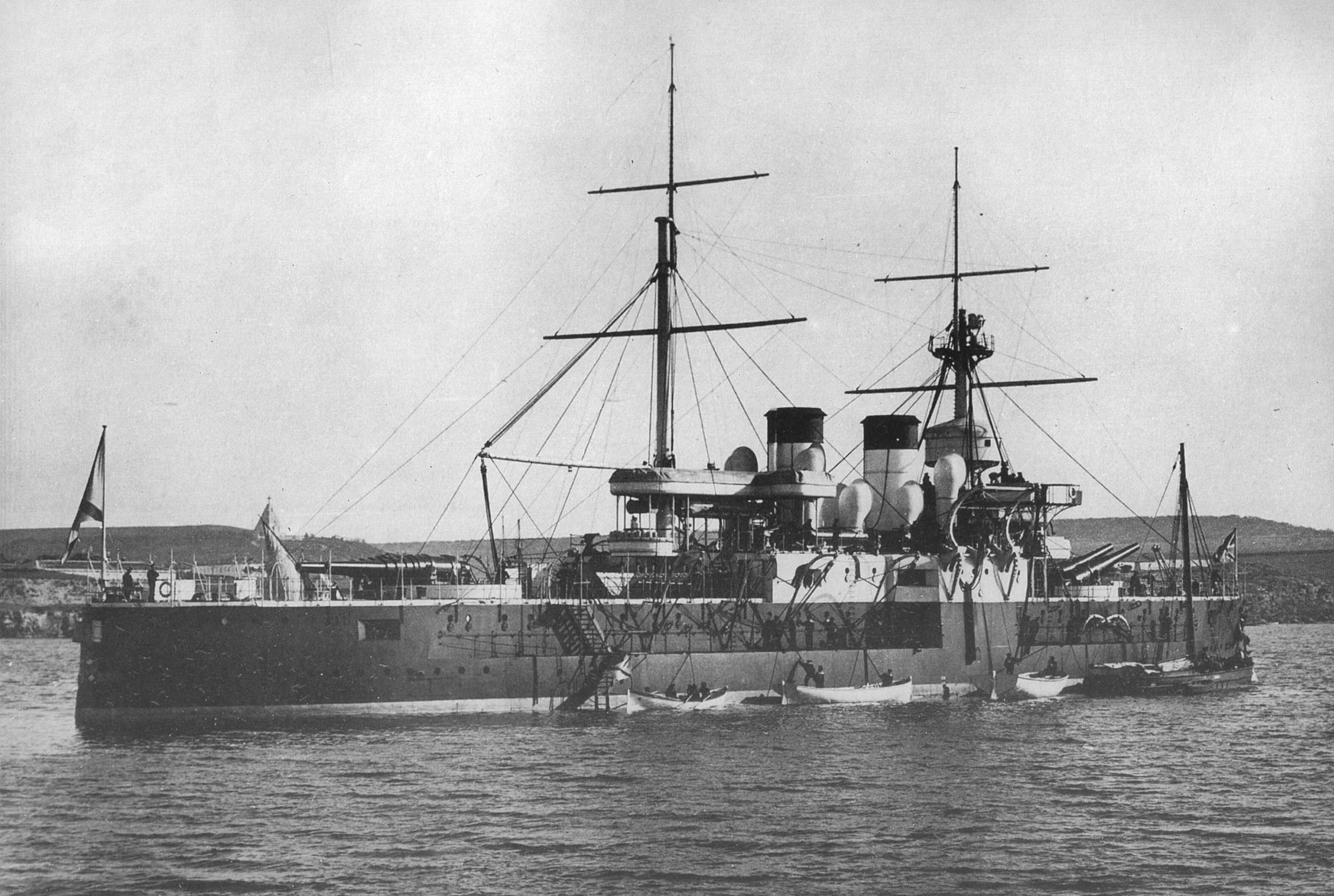
Die Dwenadzat Apostolow vor der Modernisierung mit oben offenen Barbetten

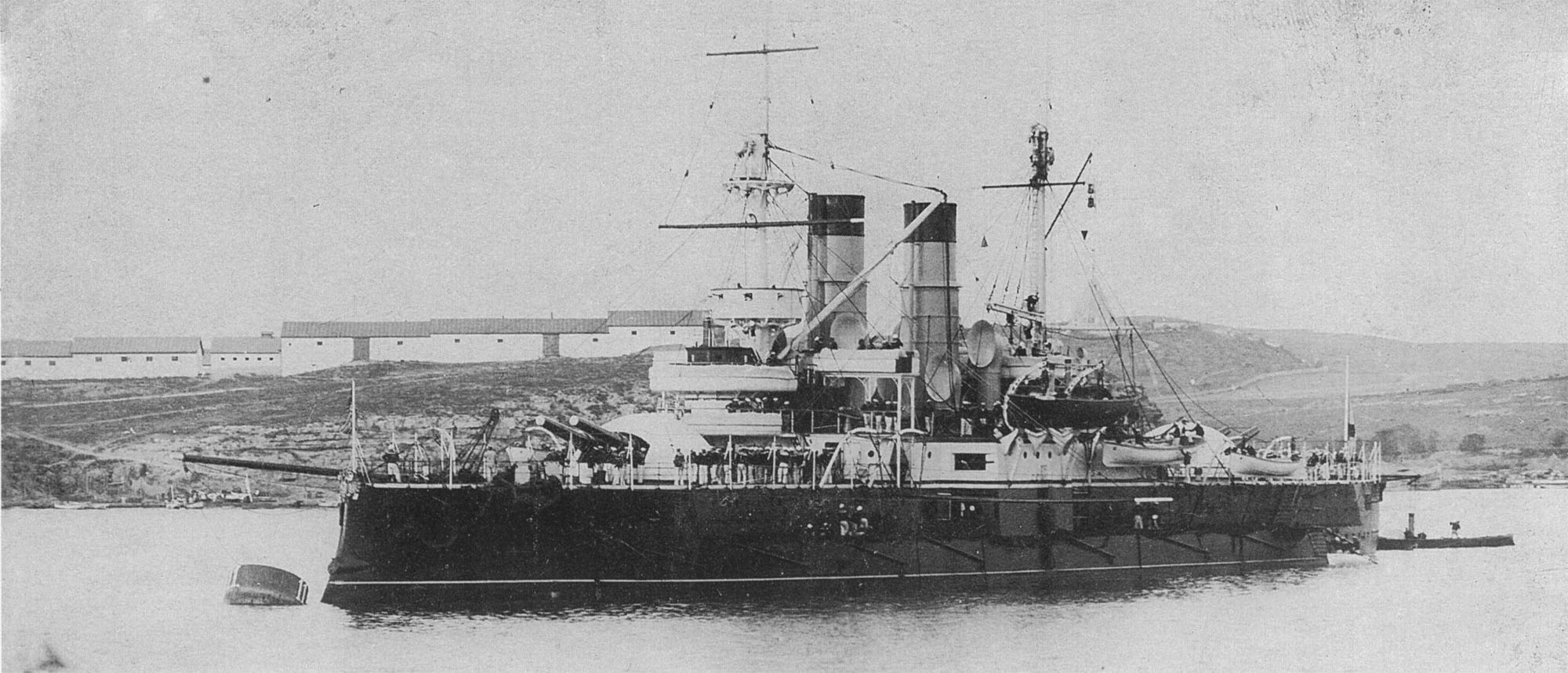
Die Dwenadzat Apostolow nach der Modernisierung mit Panzerkuppeln über den Barbetten

Die Dwenadzat Apostolow war ursprünglich Teil einer geplanten Serie von zwei Schiffen. Die für den Bau des Schwesterschiffs vorgesehene Firma geriet jedoch in wirtschaftliche Schwierigkeiten und konnte das Schiff nicht fertigstellen.

### Allgemeine Charakteristik
Von der russischen Marineführung wurde ein kleineres, preiswertes, aber dennoch kampfstarkes Schlachtschiff für den Einsatz im Schwarzen Meer gefordert. Das Schiff wurde im Februar 1888 in der Admiralitätswerft in Nikolajew auf Kiel gelegt. Als Barbettschiff stellte es für die Kaiserlich-Russische Marine einen vollkommen neuen Typ dar. Als Bewaffnung sollten insgesamt acht Kanonen vom Kaliber 23,0 cm zum Einsatz kommen, davon jeweils zwei in Türmen vorn und achtern, der Rest in einer Kasematte mittschiffs. Die Konstruktion der Türme und der Maschinenanlage waren noch nicht endgültig festgelegt, als mit dem Bau des Rumpfes begonnen wurde. Insgesamt erwies sich die Dwenadzat Apostolow als gelungener Entwurf. Bei einer Verdrängung, die nur knapp über 8000 t lag, konnte der Schiffsrumpf nicht vollständig gepanzert werden. Die Panzerung wurde daher auf eine Zitadelle mittschiffs konzentriert, die die wichtigsten Anlagen des Schiffes schützte. Im September 1888 wurde der Entwurf der Panzerung präzisiert. Die Stärke des Gürtelpanzers sollte in Höhe der Wasserlinie von 330 mm auf 360 mm angehoben werden, die Vergrößerung der Verdrängung um 76 t wurde in Kauf genommen – jedoch beschränkte sich der Wasserlinienpanzer nur auf einen schmalen Gürtel und entsprach der damaligen französischen Bauphilosophie. Der vordere Turm wurde 2,34 m nach achtern versetzt, da man befürchtete, das Schiff könne sonst zu kopflastig werden. Gleichzeitig wurde auch die vorgesehene Bewaffnung neu geplant. Die Hauptbewaffnung wurde auf vier Geschütze vom Kaliber 30,0 cm reduziert, die in Zwillingsbarbetten aufgestellt werden sollten, die Sekundärbewaffnung sollte aus vier 15,2-cm-Kanonen in der Zentralbatterie bestehen. Trotz der Reduzierung von Anzahl und Kaliber führte dies zu einer Gewichtszunahme von 100 t. Auf einen hohen Freibord wurde verzichtet. Das schränkte die Seetüchtigkeit des Schiffes ein und erschwerte den Feuerkampf bei rauer See, da das Schiff leicht Wasser übernahm. Während der Projektierung und des Baus erhöhte sich – wie bei fast allen russischen Schiffen der damaligen Zeit – das Gewicht erheblich, die Dwenadzat Apostolow war damit für ihre Abmessungen zu schwer, was die Seetüchtigkeit weiter einschränkte. Dennoch galt sie im Vergleich zu den für die Ostsee gebauten Schlachtschiffen Alexander II. und Nikolai I. als der bessere Entwurf. Das Schiff wurde nicht exakt vermessen, die Verdrängung wurde auf ungefähr 8850 t geschätzt. Das lag rund 600 t über der projektierten Verdrängung von 8206 t. Der Rumpf der Dwenadzat Apostolow glich dem der Alexander II., der Rammsporn war jedoch 1,2 m länger. In der Wasserlinie war das Schiff 102,26 m lang, über alles 104 m. Die Breite betrug 18 m, der Tiefgang 8,32 m. Das Schiff besaß elf Querschotten und ein Längsschott sowie einen Doppelboden auf ganzer Länge. Gegenüber den Schiffen der älteren Jekaterina-II.-Klasse hatte sie eine bessere Seetüchtigkeit, wie sich während eines Sturms 1894 zeigte, obwohl sie bei rauer See stark rollte und viel Wasser über Luken übernahm.

### Antrieb
Als Antrieb kamen zwei Dreizylinder-Dreifachverbunddampfmaschinen zum Einsatz, die von den Baltischen Werken hergestellt wurden. Die Konstruktionsleistung lag bei insgesamt 8500 PSi. Der Dampf wurde von insgesamt acht Zylinderkesseln geliefert. Angetrieben wurde das Schiff von zwei Schiffsschrauben mit einem Durchmesser von 5,26 m. Während der Erprobung wurde eine Leistung von 8758 PSi und eine Geschwindigkeit von 15,15 kn erreicht. Nach der Erprobung wurden die Schornsteine um 3,81 m erhöht, um den Zug zu verbessern und die Aufbauten von Rauch freizuhalten. Das Schiff konnte 720 t Kohle bunkern, was bei einer Geschwindigkeit von 10 kn eine Reichweite von 1900 Seemeilen ergab. Die elektrische Anlage wurde von sechs Siemens-Generatoren gespeist, die eine Leistung von insgesamt 540 kW abgaben.

### Bewaffnung
Die schließlich realisierte Hauptbewaffnung bestand aus zwei Paaren der 30,5-cm-Kanone Modell 1877 mit einer Rohrlänge von 30 Kalibern. Die Waffen wurden von den Obuchow-Werken in Sankt Petersburg entwickelt und hergestellt. Angeordnet waren sie in zwei Zwillingsbarbetten vorn und achtern. Die maximale Rohrerhöhung betrug 15°, die minimale −5° und der Seitenrichtbereich 270°. Für jede Kanone wurden 66 Schuss Munition mitgeführt. Die Kanonen verschossen Granaten mit einem Geschossgewicht von 331,7 kg bei einer Mündungsgeschwindigkeit von 570 m/s. Bei einer Rohrerhöhung von 6° betrug die Reichweite 5090 m. Die Kadenz lag bei einem Schuss alle fünf Minuten, die Lademaschinen konnten jedoch nur bei einer Krängung von weniger als 5° eingesetzt werden.
Die Sekundärartillerie bestand aus vier 15,2-cm-Kanonen Modell 1877, die auf Pivotlafetten in der zentralen Kasematte aufgestellt waren. Die Seiten der Kasematte waren gegenüber dem Rumpf ausgestellt, um der Sekundärartillerie ein Feuern in Richtung der Längsachse zu ermöglichen. Jedes der Geschütze hatte einen Seitenrichtbereich von 130°. Die maximale Rohrerhöhung betrug 8,5°, die minimale −8°. Für jede Kanone wurden 130 Schuss Munition mitgeführt. Die Kanonen verschossen Granaten mit einem Geschossgewicht von 54 bis 56 kg bei einer Mündungsgeschwindigkeit von 578 m/s und leichte Granaten mit einem Geschossgewicht von 41,5 kg und einer Mündungsgeschwindigkeit von 710 m/s. Bei einer Rohrerhöhung von 12° betrug die theoretische Reichweite mit der leichten Granate 7470 m. Die Aufstellung der Geschütze ließ diese Rohrerhöhung jedoch nicht zu. Die Kadenz lag bei einem Schuss je Minute.
Die zehn 4,7-cm-Kanonen von Hotchkiss waren in Scharten im Rumpf oder in den Aufbauten montiert. Sie verschossen 1,5 kg schwere Granaten mit einer Mündungsgeschwindigkeit von 450 m/s. Die Kadenz lag bei 20 Schuss pro Minute, die Reichweite bei 1850 m. Zwei 3,7-cm-Revolverkanonen von Hotchkiss standen auf dem vorderen Ende der Aufbauten, zwei weitere auf einer Plattform am zweiten Schornstein. Sie verschossen eine 0,5 kg schwere Granate mit einer Mündungsgeschwindigkeit von 440 m/s. Die Kadenz lag bei 32 Schuss pro Minute, die Reichweite bei 2778 m. Sechs weitere Kanonen dieses Kalibers, allerdings mit Einzellauf, standen auf dem Vormars, zwei weitere in Scharten am hinteren Ende der Aufbauten. Die Kadenz dieser Waffen lag bei 20 Schuss je Minute. Der Aufstellungsort zweier weiterer 3,7-cm-Kanonen ist nicht mehr nachvollziehbar.
Die Dwenadzat Apostolow besaß insgesamt sechs Überwassertorpedorohre. Je ein Rohr befanden sich im Vorder- bzw. Achtersteven, die anderen mittschiffs paarweise auf jeder Seite.

### Panzerung
Die Verbundpanzerung wurde von Cammell, Laird & Company aus Sheffield geliefert. Sie schloss den größten Teil des Rumpfes ein. Auf Höhe der Maschinenanlage betrug die Stärke der Panzerung 356 mm, verringerte sich auf 305 mm auf Höhe der Lagerräume und war an den Enden nur noch 178–203 mm stark. Der Gürtelpanzer war bei einer Höhe von 1,68 m insgesamt 70 m lang, dabei lagen 1,3 m wegen des Übergewichtes unterhalb der Wasserlinie. An der unteren Kante war die Panzerung nur noch 203 mm stark. Die Querschotten waren 229–305 mm stark gepanzert, um die Schwimmfähigkeit des Schiffes nach Treffern in einzelnen Abteilungen sicherzustellen. Die Kasematte war im unteren Teil auf einer Länge von 65 m 305 mm stark gepanzert, im oberen Teil, dort, wo die 15,2-cm-Kanonen aufgestellt waren, 127 mm. Die Barbetten besaßen eine Panzerung in einer Stärke von 254 bis 305 mm. Anfänglich waren die Barbetten oben offen. Im Jahr 1893 wurden die Barbetten mit einer 64 mm starken Panzerkuppel versehen. Der Kommandoturm hatte eine Stahlpanzerung mit einer Stärke von 203 mm.

## Einsatz

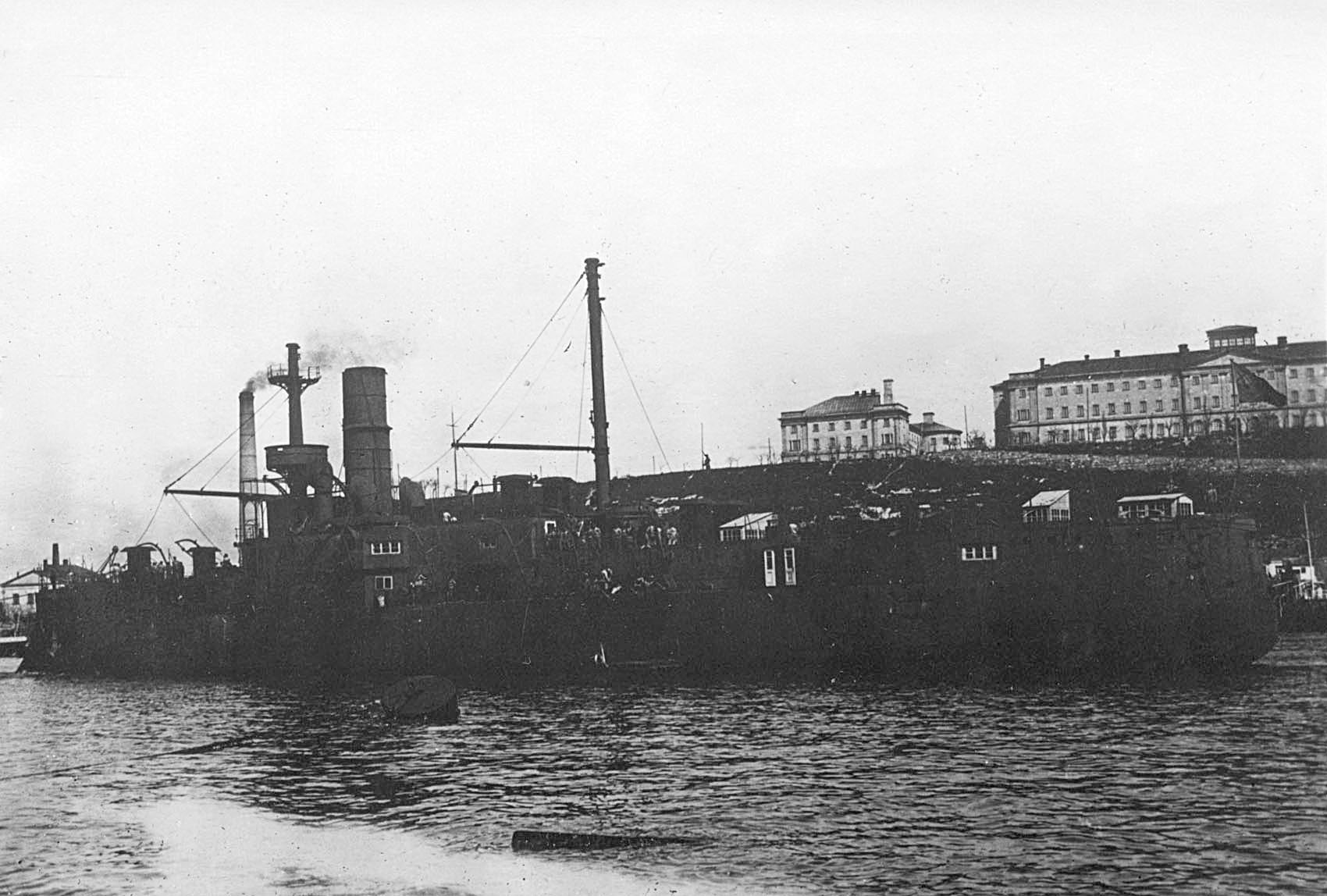
Blockschiff Nr. 8

Nach dem Stapellauf wurde das Schiff am 11. Mai 1892 zur Ausrüstung von Nikolajew nach Sewastopol überführt. Offiziell am 17. Juni 1893 in Dienst gestellt, wurden die Ausrüstungsarbeiten erst 1894 abgeschlossen.
Nach der Indienststellung 1892 kam das Schiff im Schwarzen Meer zum Einsatz und verblieb dort fünfzehn Jahre. Während dieser Zeit nahm die Dwenadzat Apostolow an keinem einzigen Gefecht teil. 1895 wurde das Schiff zur Erprobung eines neuen Minenverlegesystems eingesetzt, das von Leutnant A. P. Jugrumow entwickelt wurde. Bei weiteren Versuchen sollten die günstigsten Abmessungen für Torpedofangnetze ermittelt werden. Während dieser Versuche wurden auf das Schiff bei ausgelegten Netzen Torpedos verschossen. Im Jahr 1903 explodierte ein Geschütz, dabei wurde ein Mann getötet, zwei weitere verwundet.
Im Jahr 1905 beteiligte sich die Dwenadzat Apostolow an der Verfolgung des meuternden Schlachtschiffes Knjas Potjomkin Tawritscheski.
Die Marinetechnische Kommission schlug 1907 die Neuausrüstung des Schiffes mit Kesseln vom Typ Belville vor. Der Plan wurde jedoch zugunsten der Neuausrüstung des Schlachtschiffe Tschesma (russisch: Чесма) verworfen. Zum gleichen Zeitpunkt wurde vom russischen Admiralstab eine Umbewaffnung des Schiffes erwogen. Zum Einsatz sollten 25,4-cm-Geschütze in Zwillingstürmen und eine Anzahl neuer 15,2-cm-Geschütze in einer neu konstruierten Kasematte kommen. Die Kosten wurden mit 1.275.000 Rubel veranschlagt, das Gewicht des Schiffes hätte sich dabei um lediglich 15 t erhöht. Die Vorschläge wurden jedoch von der Marinetechnischen Kommission verworfen, die eine Modernisierung des veralteten Entwurfs als Geldverschwendung betrachtete. Der Admiralstab schlug 1909 erneut eine Umbewaffnung vor. Diesmal sollten leichtere Geschütze zum Einsatz kommen, um die Dwenadzat Apostolow als Wachschiff im Hafen von Sewastopol einsetzen zu können. Dieser Vorschlag wurde vom russischen Marineminister Admiral Iwan Grigorowitsch zunächst angenommen, die Entscheidung jedoch später revidiert.
Am 1. April 1911 wurde das Schiff aus dem aktiven Dienst herausgelöst, aus der Flottenliste gestrichen und den Hafenbehörden von Sewastopol übergeben. Die Bewaffnung wurde entfernt und das Schiff für den Einsatz als Hulk für U-Boote vorgesehen. Der Name des Schiffes änderte sich in Blockschiff Nr. 8 (Блокшив № 8). Das Schiff wurde für verschiedene Zwecke im Hafen eingesetzt. Bewegungsunfähig wurde das Schiff im Mai 1918 von deutschen Truppen im Hafen von Sewastopol in Besitz genommen und nach deren Abzug im Dezember 1918 den alliierten Interventionskräften übergeben. Während des russischen Bürgerkrieges wurde sie von beiden kämpfenden Seiten abwechselnd in Besitz genommen. Die Kräfte der Weißen Armee gaben das Schiff auf, als sie von der Krim vertrieben wurden. Die Maschinenanlage wurde 1921 entfernt. Für die Dreharbeiten des Films „Panzerkreuzer Potemkin“ wurde sie als Kulisse benutzt, da die Knjas Potjomkin Tawritscheski bereits 1922 abgebrochen worden war. Danach wurde sie als Lager für Seeminen verwendet, bis sie schließlich am 28. Januar 1931 zur Verschrottung verkauft wurde.